# Chora leopoldina
Chora leopoldina är en fjärilsart som beskrevs av Walter Karl Johann Roepke 1932. Chora leopoldina ingår i släktet Chora och familjen trågspinnare. Inga underarter finns listade i Catalogue of Life.